# Luna de Jos
Luna de Jos – wieś w Rumunii, w okręgu Kluż, w gminie Dăbâca. W 2011 roku liczyła 742 mieszkańców.